# Карабаново (Богородський міський округ)
Караба́ново (рос. Карабаново) — присілок у складі Богородського міського округу Московської області, Росія.
Стара назва — Коробаново.

## Населення
Населення — 36 осіб (2010; 54 у 2002).
Національний склад (станом на 2002 рік):
- росіяни — 96 %